# Санта Руфина (Ријети)
Санта Руфина је насеље у Италији у округу Ријети, региону Лацио.
Према процени из 2011. у насељу је живело 2813 становника. Насеље се налази на надморској висини од 465 м.